# 阿爾特阿赫萊茵多夫體育俱樂部
萊茵多夫艾達治體育會（德語：SC Rheindorf Altach），一般稱為艾達治或SCRA，是奧地利的一家足球俱樂部。主場位於奧地利西部福拉爾貝格州的村莊阿尔特阿赫。雖然球隊只是位於一座村莊，球隊的青訓系統頗為發達。2006年，球隊升入奧地利足球超級聯賽。

## 外部連結
- 官方網站 （页面存档备份，存于） （德文）